# Kalifornischer Tiger-Querzahnmolch

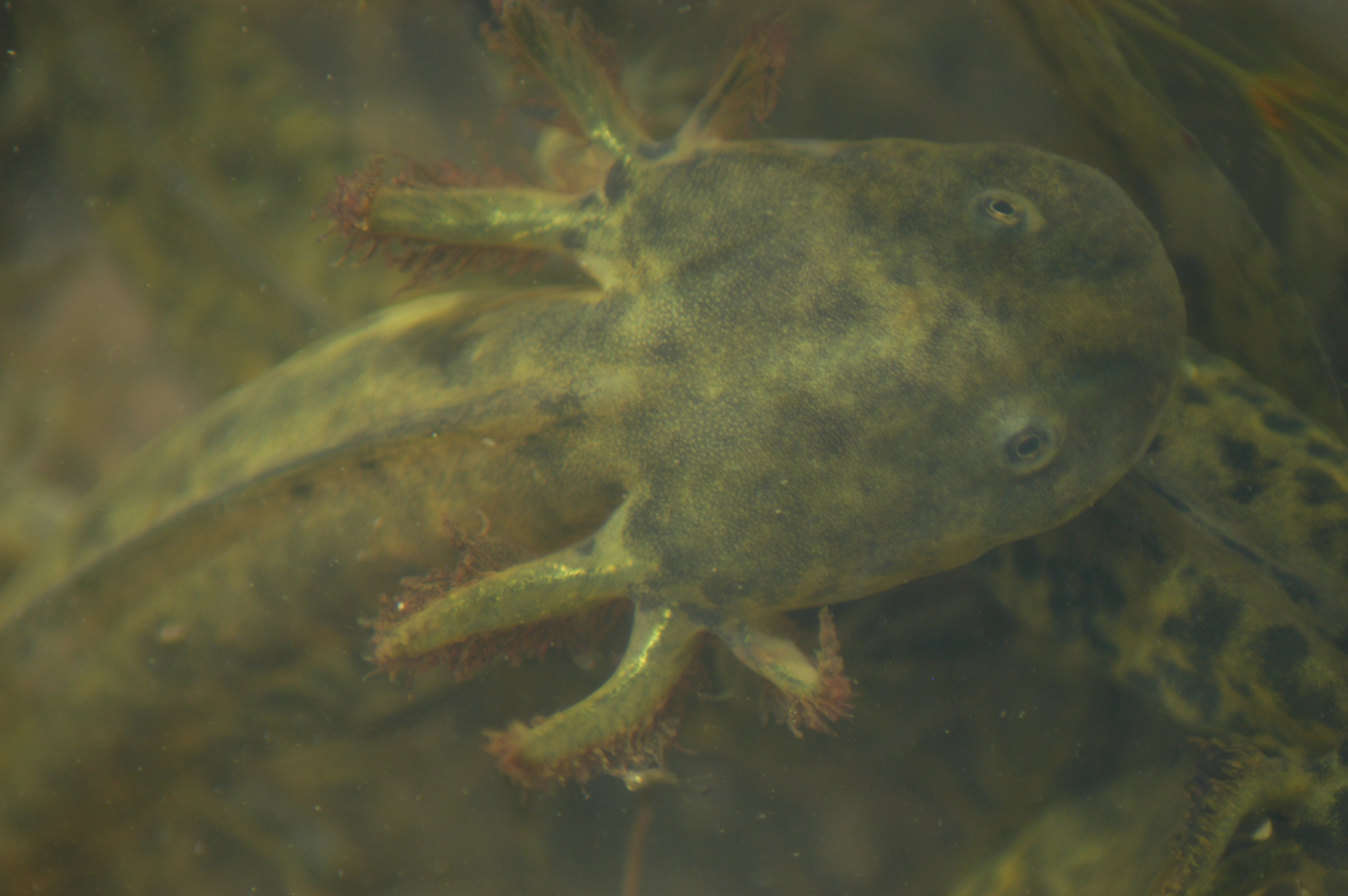
Kiemen behaftete Larve

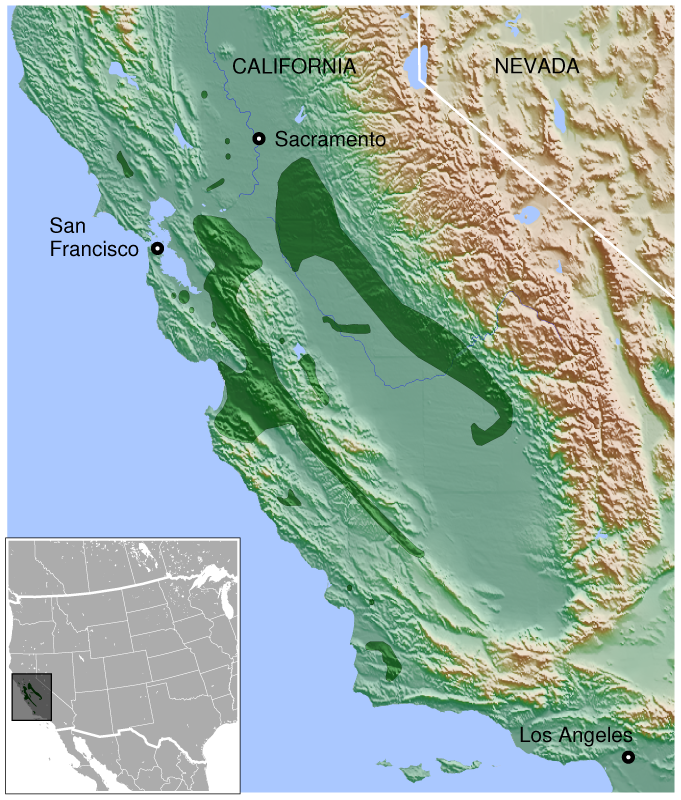
Verbreitungsgebiete

Der Kalifornische Tiger-Querzahnmolch (Ambystoma californiense) ist eine endemisch in Kalifornien vorkommende Schwanzlurchart (Caudata) aus der Überfamilie der Salamanderverwandten (Salamandroidea).

## Merkmale
Der Kalifornische Tiger-Querzahnmolch erreicht eine durchschnittliche Gesamtlänge von 20 Zentimetern bei den Männchen sowie von 17 Zentimetern bei den Weibchen. Die Haut ist glatt und glänzend. Kopf, Rücken, Flanken und Schwanz sind tiefschwarz und mit einigen, meist kreisrunden gelben oder cremefarbenen Flecken versehen. Die Unterseite ist zeichnungslos grau gefärbt. Das Maul ist sehr breit und schaufelförmig. Die Gaumenzähne sind in Querreihen angeordnet. Männchen sind an der kräftiger ausgebildeten Kloake zu erkennen. Die im Wasser lebenden, mit Kiemen behafteten Larven sind graugrün. Farblich und zeichnungsmäßig ähnelt die Art dem Flecken-Querzahnmolch (Ambystoma maculatum). Da dieser jedoch ausschließlich im Osten und der Mitte Nordamerikas vorkommt, gibt es keine geographische Überlappung der beiden Arten.

## Verbreitung und Lebensraum
Das Verbreitungsgebiet des Kalifornischen Tiger-Querzahnmolchs befindet sich in mehreren, nicht miteinander verbundenen Arealen im Westen Kaliforniens und reicht südlich von Sacramento sowie östlich von San Francisco bis in den Norden von Bakersfield.
Ausgewachsene Tiere leben in offenen Waldlandschaften und verstecken sich gerne in von Nagetieren gegrabenen Erdhöhlen. Ihre Larven bewohnen bevorzugt kleine fischfreie Gewässer. Die Höhenverbreitung reicht vom Meeresspiegel bis auf etwa 1200 Meter.

## Lebensweise und Entwicklung
Ausgewachsene Individuen ernähren sich in erster Linie von verschiedenen Insekten und Würmern. Ihre im Wasser lebenden, mit Kiemen ausgestatteten Jungtiere fressen in den ersten sechs Wochen zunächst Algen, kleine Krebstiere und Wasserinsektenlarven, danach werden auch Würmer, Schnecken und Kaulquappen als Futter angenommen. Zu Beginn der Regenzeit, meist ab November werden die Eier von den Weibchen nach der Begattung am Rande kleiner Tümpel einzeln oder in kleinen Gruppen an Wasserpflanzen oder Steine angeheftet. Im Durchschnitt werden 814 Eier (maximal 1340) mit einem Durchmesser von 3,5 Millimetern abgesetzt. Nach zwei bis vier Wochen schlüpfen die Larven. Die Metamorphose, d. h. die Umwandlung der aquatischen Kaulquappe zur terrestrischen Form erfolgt frühestens nach zwei Jahren, kann aber auch bis zu vier Jahre dauern. Die Tiere werden nach einer Entwicklungszeit zwischen vier und sechs Jahren geschlechtsreif.

## Gefährdung
Aufgrund des Bevölkerungszuwachses in Kalifornien und dem damit verbundenen Bau von Wohngebieten und Straßen sowie der Erschließung landwirtschaftlich genutzten Flächen, ist die Art gebietsweise im Rückgang begriffen. Sie wird demzufolge von der Weltnaturschutzorganisation IUCN als  (vulnerable = gefährdet) eingestuft. Da auch die Nagetierpopulationen in einigen Gebieten kontrolliert werden und zurückgehen, fehlen den Kalifornischen Tiger-Querzahnmolchen viele der benötigten Unterschlupfmöglichkeiten in Erdlöchern. Eingeschleppte Tiere, beispielsweise exotische Fisch- oder Ochsenfroscharten stellen zunehmend eine Bedrohung für die Larven dar. Auch wirkt sich der Einsatz von Pestiziden negativ auf das verfügbare Nahrungsspektrum der Lurche aus.